# Wilhelm Kämpfer
Wilhelm Kämpfer (* unbekannt; † 27. Oktober 1914) war ein deutscher Fußballspieler und -funktionär.

## Karriere
Kämpfer gehörte schon vor 1900 dem FuCC Eintracht 1895 Braunschweig als Stürmer an. In den Meisterschaften des Fußball-Bundes für das Herzogthum Braunschweig bestritt er Punktspiele in der regional höchsten Spielklasse, der 1. Klasse. 1905 gewann die Mannschaft die erstmals ausgetragene Meisterschaft.
Infolgedessen nahm sein Verein auch an der Endrunde um die Deutsche Meisterschaft teil. Kämpfer bestritt an der Seite seines Bruders Otto mit dem Erst- und Zweitrundenspiel innerhalb der Ausscheidungsrunde seine ersten beiden Endrundenspiele. Bei seinem Debüt am 9. April 1905 in Magdeburg auf dem Sportplatz Am Schleppsäbel, erzielte er beim 3:2-Sieg n. V. über den Hannoverschen Fußball-Club 1896 mit dem Treffer zum 2:0 in der 45. Minute sein erstes Tor. Ein weiteres ließ er drei Wochen später beim 2:1-Sieg n. V. über den Magdeburger FC Viktoria 1896 in der 106. Minute folgen und sorgte somit für den Einzug ins Viertelfinale. Nachdem die Begegnung mit dem VfB Leipzig, der aus Kostengründen abgesagt hatte, ausgefallen war, unterlag er mit seiner Mannschaft am 14. Mai 1905 in Magdeburg dem BTuFC Union 92, der per Freilos ins Viertelfinale eingezogen war, mit 1:4, obwohl er seine Mannschaft kurz vor der Halbzeitpause in Führung geschossen hatte.
Wilhelm Kämpfer gehörte, obwohl durch Verletzungen gebremst, noch mehrere Jahre zum Kreis der 1. Mannschaft und diente dem Verein auch als Vorstands-, namentlich Spielausschussmitglied. Im Norddeutschen Fußball-Verband leitete er jahrelang den Bezirk Braunschweig. Er kam bald nach Beginn des Ersten Weltkriegs ums Leben.

## Erfolge
- Teilnahme an der Endrunde um die Deutsche Meisterschaft 1905
- Meister des Fußballbundes für das Herzogthum Braunschweig 1905